# Potrójna lipa (Leśniczówka Smoszew)
Potrójna lipa – pomnik przyrody, lipa drobnolistna o trzech pniach, rosnąca w bezpośrednim sąsiedztwie leśniczówki Smoszew (gmina Krotoszyn).
Lipa ma obwód 660 cm. Rośnie na granicy rezerwatu przyrody Dąbrowa Smoszew przy brukowanej drodze w kierunku Chwaliszewa. Towarzyszy mu drewniana kapliczka przydrożna z 2009. W 2013 zaistniały próby pozbawienia drzewa statusu pomnika przyrody z uwagi na jego zły stan zdrowotny (wypróchniały jeden z konarów) zagrażający ruchowi na drodze lokalnej. Uchwały w tej sprawie nie przyjęto.